# Амедео Мангоне
Амедео Мангоне (італ. Amedeo Mangone, нар. 12 липня 1968, Мілан) — італійський футболіст, що грав на позиції захисника. По завершенні ігрової кар'єри — тренер. З 2025 року очолює тренерський штаб команди «Кастелланцезе».
Виступав, зокрема, за клуби «Барі» та «П'яченца».
Чемпіон Італії. Володар Кубка Інтертото.

## Ігрова кар'єра
Народився 12 липня 1968 року в місті Мілан. Вихованець футбольної школи клубу «Мілан».
У дорослому футболі дебютував 1987 року виступами за команду «Пергокрема», в якій провів два сезони, взявши участь у 62 матчах чемпіонату. 
Протягом 1989—1993 років захищав кольори клубу «Сольб'ятезе».
Своєю грою за останню команду привернув увагу представників тренерського штабу клубу «Барі», до складу якого приєднався 1993 року. Відіграв за команду з Барі наступні три сезони своєї ігрової кар'єри. Більшість часу, проведеного у складі «Барі», був основним гравцем команди.
У 1996 році уклав контракт з клубом «Болонья», у складі якого провів наступні три роки своєї кар'єри гравця. Граючи у складі «Болоньї» також здебільшого виходив на поле в основному складі команди. За цей час виборов титул володаря Кубка Інтертото.
З 1999 року два сезони захищав кольори клубу «Рома». За цей час додав до переліку своїх трофеїв титул чемпіона Італії.
Згодом з 2001 по 2002 рік грав у складі команд «Парма» та «Брешія».
З 2002 року три сезони захищав кольори клубу «П'яченца». Тренерським штабом нового клубу також розглядався як гравець «основи».
Завершив ігрову кар'єру у команді «Катандзаро», за яку виступав протягом 2005 року.

## Кар'єра тренера
Розпочав тренерську кар'єру невдовзі по завершенні кар'єри гравця, 2006 року, увійшовши до тренерського штабу клубу «Павія», де пропрацював з 2006 по 2007 рік.
Протягом тренерської кар'єри також очолював команди «Павія», «Реджяна», «АльбіноЛеффе», «Гама», «Брера», «Вілла Валле» та «Кастелланцезе».
З 2025 року очолює тренерський штаб команди «Кастелланцезе».

## Титули і досягнення
- Чемпіон Італії (1):

«Рома»: 2000-2001
- Володар Кубка Інтертото (1):

«Болонья»: 1998